# Herschel (Mimaskrater)
Herschel ist der größte Einschlagkrater auf dem Saturnmond Mimas.

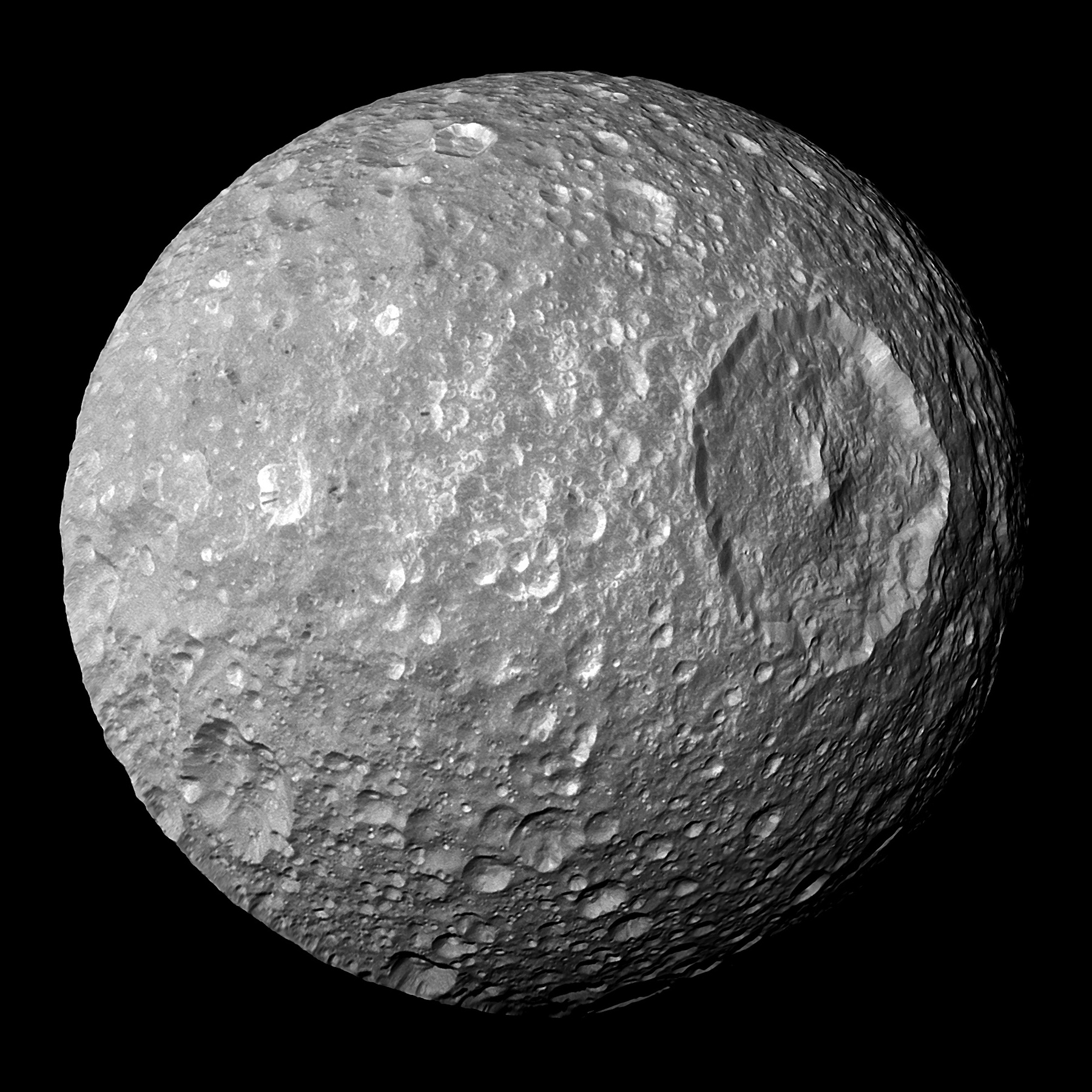
Saturnmond Mimas, rechts der riesige Krater Herschel. Aufnahme der Raumsonde Cassini vom 13. Februar 2010.

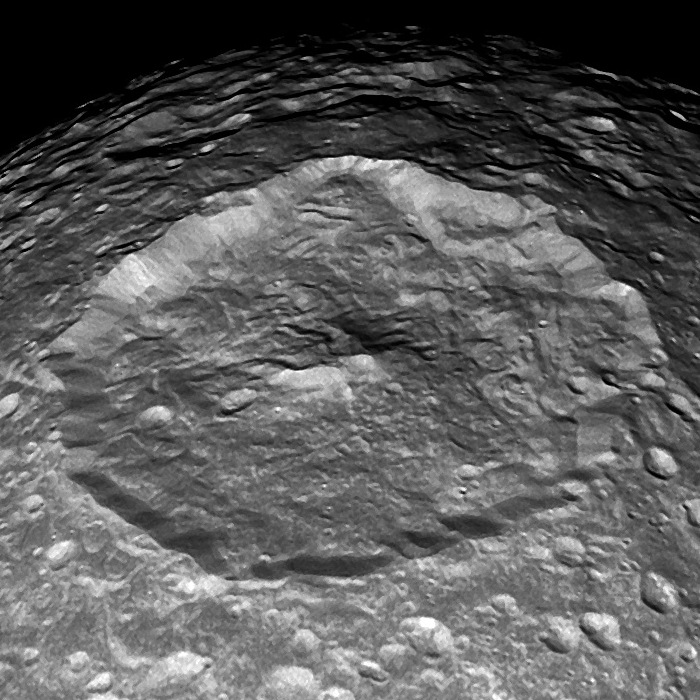
Vergrößerte Darstellung

## Beschreibung
Der Krater ist das größte und auffälligste Reliefmerkmal von Mimas. Er hat einen Durchmesser von etwa 130 km und macht damit ein Drittel des Monddurchmessers aus. Sein Kraterwall ist fast 5 km hoch, sein Boden liegt teilweise 10 km unter dem umgebenden Gelände, und sein Zentralberg erhebt sich mindestens 6 km über den Boden. Seit den schärfsten Aufnahmen vom Mimas durch die Raumsonde Cassini vom 1. August 2005 wird die Höhe des Zentralbergs sogar auf bis zu 11 km geschätzt. Damit ist er einer der höchsten Zentralberge im Sonnensystem.
Der Impakt, der diesen Einschlagkrater entstehen ließ, muss den Mond nahezu zerrissen haben. Auf der gegenüberliegenden Seite von Mimas sind Gebiete mit Brüchen und Verwerfungen zu erkennen, die wahrscheinlich von den seismischen Schockwellen des Einschlags verursacht wurden.
Der Krater befindet sich auf jener Hemisphäre, die der Bahnbewegung vorausläuft und liegt mit dem Zentrum seines Zentralbergs fast exakt auf dem Äquator. Benannt wurde er 1982 von der IAU nach dem deutsch-britischen Astronomen William Herschel, der Mimas am 17. September 1789 entdeckt hatte.